# State Parks in Maryland

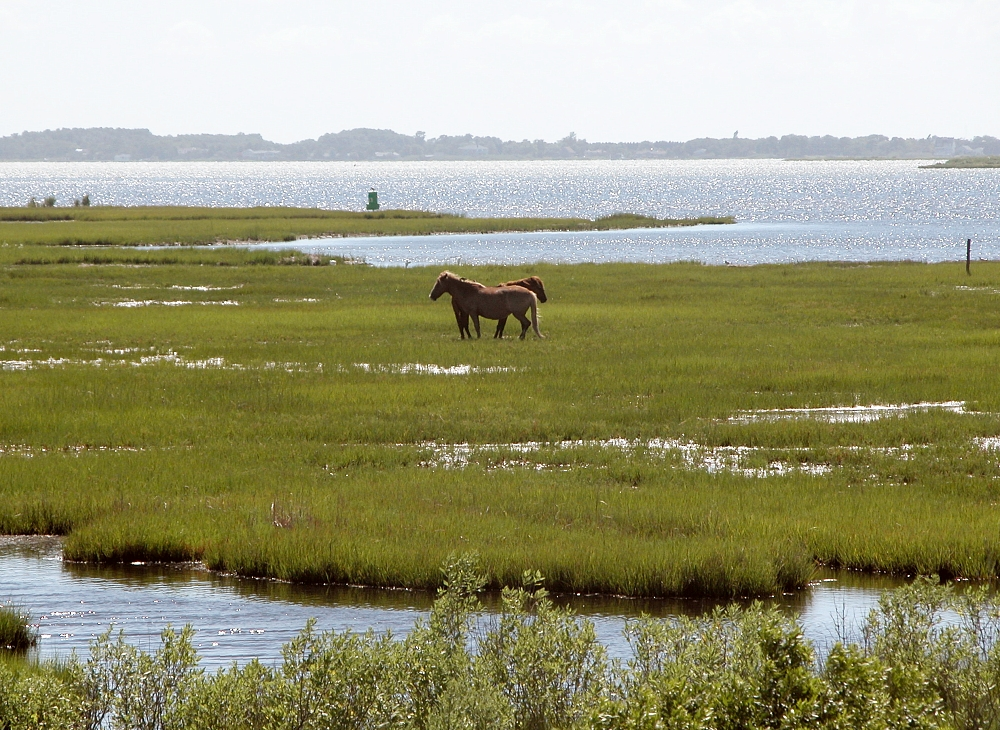
Assateague State Park

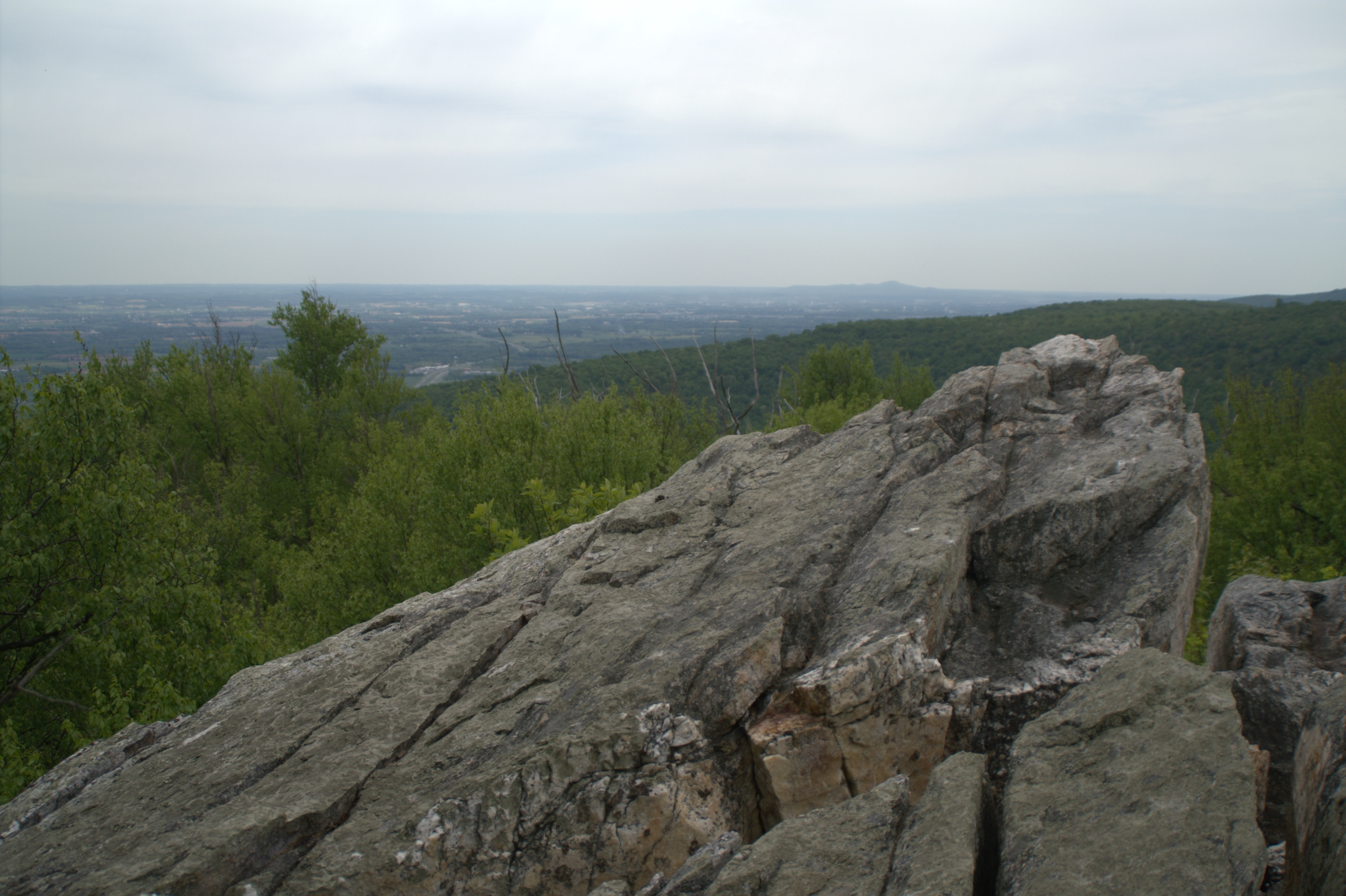
Cunningham Falls State Park

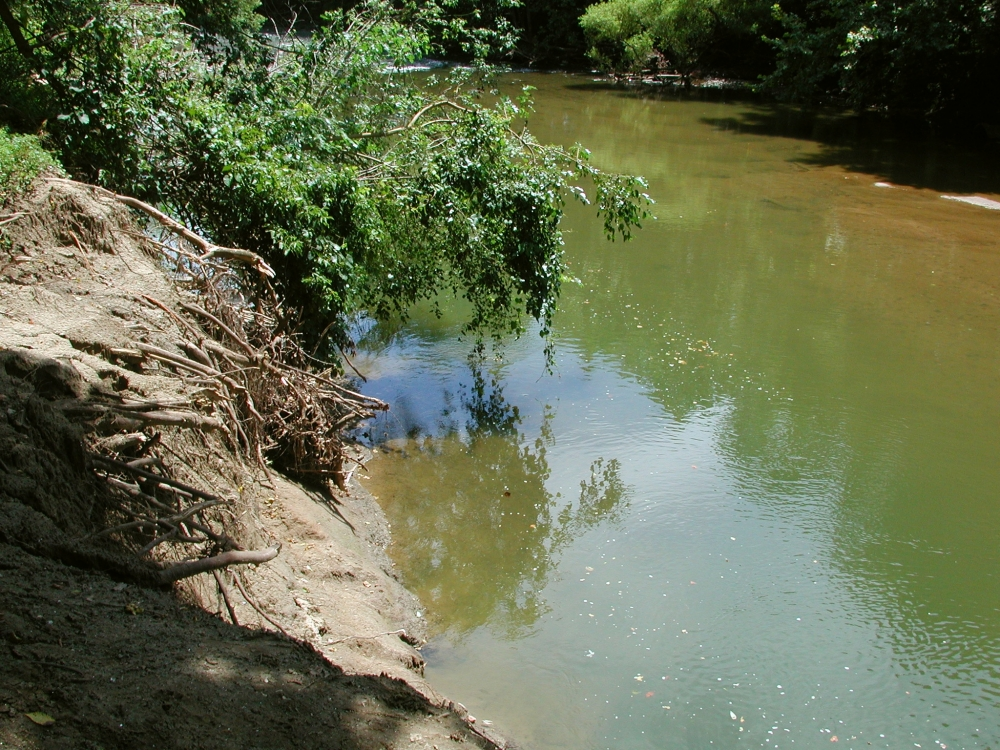
Patapsco Valley State Park

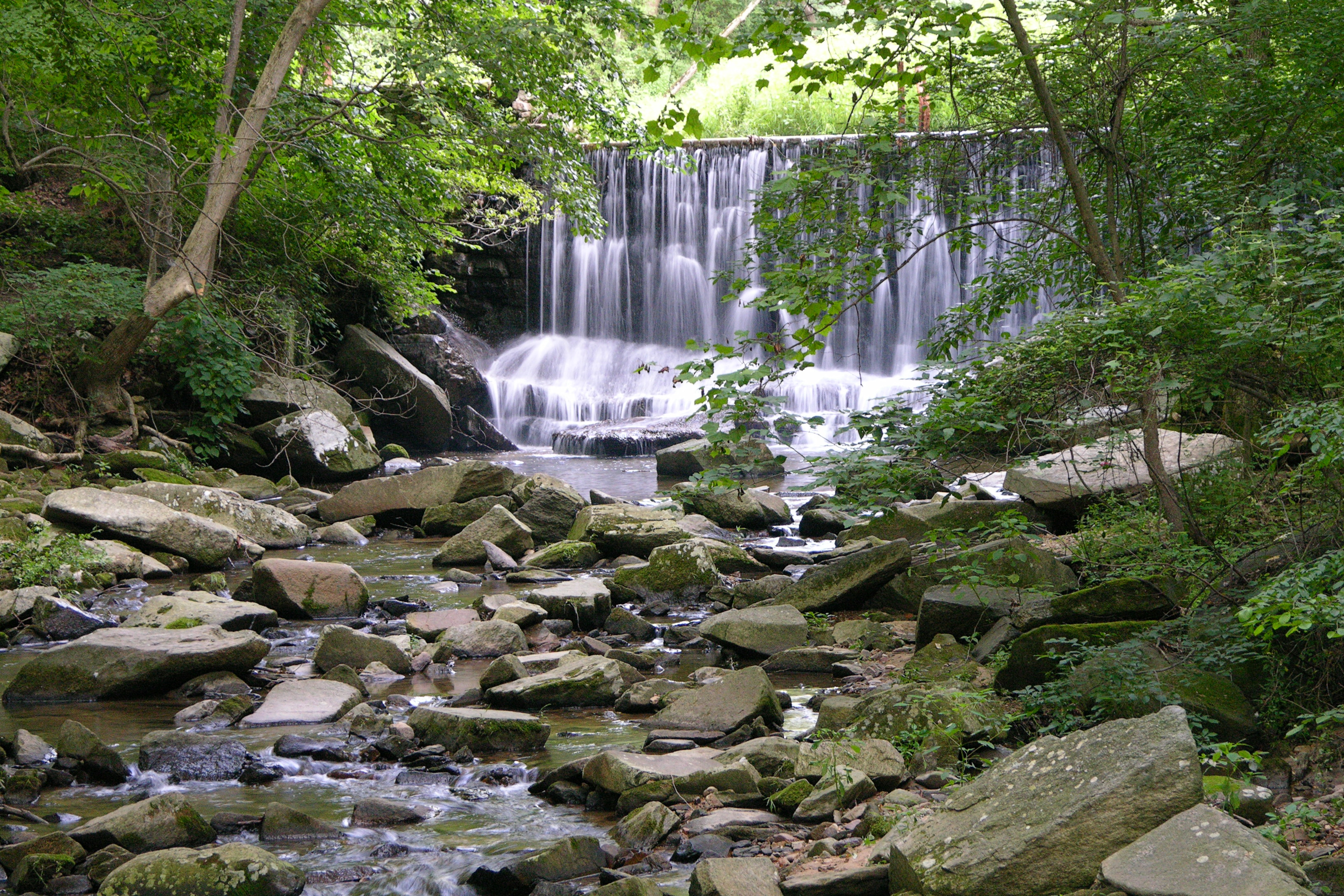
Susquehanna State Park

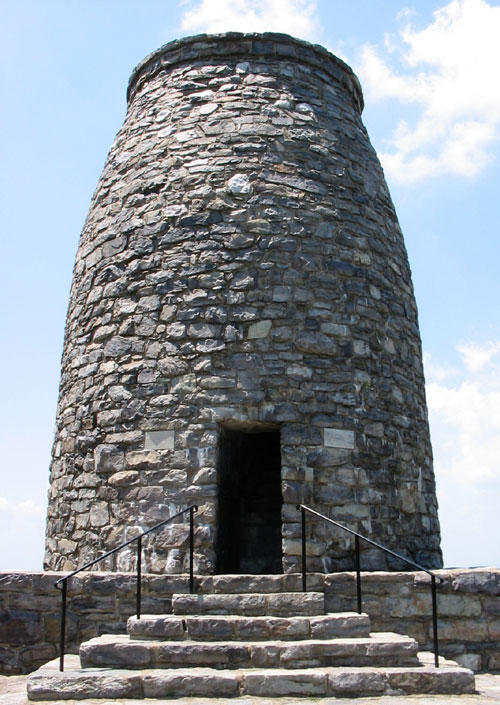
Washington Monument State Park

Dies ist eine Liste der State Parks im US-Bundesstaat Maryland.
- Assateague State Park, Worcester County
- Big Run State Park, Garrett County
- Calvert Cliffs State Park, Calvert County
- Casselman River Bridge State Park, Garrett County
- Chapel Point State Park, Charles County
- Cunningham Falls State Park, Frederick County
- Dans Mountain State Park, Allegany County
- Deep Creek Lake State Park, Garrett County
- Elk Neck State Park, Cecil County
- Fort Frederick State Park, Washington County
- Fort Tonoloway State Park, Washington County
- Gambrill State Park, Frederick County
- Gathland State Park, Washington County
- Greenbrier State Park, Washington County
- Greenwell State Park, St. Mary’s County
- Gunpowder Falls State Park, Baltimore County
- Hart-Miller Island State Park, Baltimore County
- Herrington Manor State Park, Garrett County
- Janes Island State Park, Somerset County
- Jonas Green State Park, Anne Arundel County
- Martinak State Park, Caroline County
- Matapeake State Park, Queen Anne’s County
- New Germany State Park, Garrett County
- North Point State Park, Baltimore County
- Palmer State Park, Harford County
- Patapsco Valley State Park, Anne Arundel, Baltimore, Carroll, and Howard Counties
- Patuxent River State Park, Howard and Montgomery Counties
- Pocomoke River State Park, Worcester County
- Point Lookout State Park, St. Mary’s County
- Purse State Park, Charles County
- Rocks State Park, Harford County
- Rocky Gap State Park, Allegany County
- Rosaryville State Park, Prince George's County
- Sandy Point State Park, Anne Arundel County
- Seneca Creek State Park, Montgomery County
- Smallwood State Park, Charles County
- South Mountain State Park, Washington County
- St. Clement's Island State Park, St. Mary’s County
- St. Mary’s River State Park, St. Mary’s County
- Susquehanna State Park, Harford County
- Swallow Falls State Park, Garrett County
- Tuckahoe State Park, Caroline County
- Washington Monument State Park, Washington County
- Wills Mountain State Park, Allegany County
- Wye Oak State Park, Talbot County